# Spoorlijn aansluiting Flingern - Düsseldorf-Eller
De spoorlijn aansluiting Flingern - Düsseldorf-Eller was een Duitse spoorlijn en was als spoorlijn 19 onder beheer van DB Netze. 

## Geschiedenis
Het traject werd door de Rheinische Eisenbahn-Gesellschaft geopend op 1 januari 1877. In 1945 is de lijn gesloten en opgebroken.  

## Aansluitingen
In de volgende plaatsen is of was er een aansluiting op de volgende spoorlijnen:
aansluiting Flingern
DB 2421, spoorlijn tussen de aansluiting Fortuna en de  aansluiting Hardt
Düsseldorf-Eller
DB 2324, spoorlijn tussen Mülheim-Speldorf en Niederlahnstein
DB 2413, spoorlijn tussen Düsseldorf-Eller en Düsseldorf Hbf
DB 2418, spoorlijn tussen Düsseldorf-Eller en de aansluiting Sturm
DB 2676, spoorlijn tussen Düsseldorf-Eller en Hilden